# 亀岡暴走事故
亀岡暴走事故（かめおかぼうそうじこ）は、2012年（平成24年）4月23日に京都府亀岡市篠町の京都府道402号王子並河線で発生した交通事故である。
亀岡市立安詳小学校へ登校中の児童と引率の保護者の列に軽自動車（4代目スズキ・ワゴンR）が突っ込み、計10人がはねられて3人が死亡、7人が重軽傷を負った。原因は運転手の遊び疲れと睡眠不足による居眠り運転であり、軽自動車を運転していた少年は無免許運転であった。この事故では少年が危険運転致死傷罪にあたるかが争点となった。

## 概要

### 事故の経緯
事故を起こしたドライバーの無職の少年は自動車やバイクの運転免許取得歴がなかったが、以前から無免許運転を繰り返していた。事故の約2年前には暴走族として無免許でバイクを運転し、集団暴走の道路交通法違反容疑で逮捕され、家裁で保護観察処分を受けていた。事故前日の4月22日は午前0時ごろから暴走族時代の友人ら8人前後で2台に分乗してドライブを始め、入れ替わり友人らを乗せながら京都市内と亀岡市内を走り、30時間以上ドライブを続けた。少年は22日明け方から運転を始め、仮眠を挟みながらドライブを続けた。定員の4人を超える6人で乗車した時間帯もあったとみられ、事故発生時は大学1年生の友人と専門学校1年生の友人と3名で乗車していた。現場は車がやっとすれ違うことができるほどの道幅であったが、並走する国道9号の抜け道となっていたため、交通量は少なくなかった。事故現場近くの亀岡市立安詳小学校では集団登校が実施され、事故当時、集団登校をする児童らの最後尾に保護者が1名引率していた。
23日午前7時58分ごろ、少年ら3人が乗った軽自動車1台が居眠り運転で児童らの列に突っ込み、後ろにいた保護者から順番に10人を次々とはねていった。少年は150km以上運転しており、疲労のため事故直前にはほぼ意識が無い状態だったと見られている。事故により引率していた保護者、児童1名の2名が死亡し、保護者の胎内の胎児の死亡も確認され（死者には計上せず）、残りの児童も重軽傷を負った。29日未明には小学3年生の児童1名が亡くなり、死者は3名となった。亀岡警察署は運転していた少年を自動車運転過失致死傷と道路交通法違反（無免許）の容疑で逮捕し、同乗していた少年2名（いずれも無免許）も無免許運転幇助の容疑で逮捕・送検した。また、逮捕された少年らの供述や沿道の防犯カメラの映像から、22日に事故を起こした軽自動車を無免許運転していたことが判明した少年2人についても、道路交通法違反（無免許運転）容疑で5月5日に逮捕した。事故車両は友人が所有する軽自動車であったが、この所有者の友人も運転していた少年が無免許と知りながら車を貸したため無免許運転幇助の容疑で5月9日に逮捕された。この事故による逮捕者は合計6人にのぼった。
後に軽自動車を貸した少年は、無免許運転をそそのかしたとして幇助よりも重い教唆の非行事実で京都家裁へ送致されている。

### 危険運転致死傷罪の適用断念
京都地検や京都府警は当初、無免許運転の状態で長時間運転して10人を死傷させた結果は悪質性が高いと判断し、自動車運転過失致死傷罪よりも罰則の重い危険運転致死傷罪の適用を視野に入れていた。被害者側も罰則の重い危険運転致死傷罪の適用を求めた。しかし、京都地検は無免許運転や居眠り運転自体は法的な要件に含まれないことなど、危険運転致死傷罪の構成要因を満たさないとして断念して5月14日、自動車運転過失致死傷罪などの非行事実で京都家裁に送致した。
これに対し事故で死傷した遺族らは、危険運転致死傷罪での起訴を訴える署名活動を四条河原町などで展開し、6月12日に約21万人の署名を京都地検に提出した。京都地検は少年が無免許運転を繰り返しており、事故の直前も無事故で長時間運転していたことから「運転技術はある」と判断し、自動車運転過失致死傷罪で起訴を行った。
無免許運転にもかかわらず、危険運転致死傷罪の構成要因である「未熟な運転技能」を今回の事故が満たしていないと判断したことに対し、「免許制度を否定しかねないものである」との意見もある。

## 裁判
2012年11月2日、軽自動車を貸した少年の判決が京都地裁であった。入子光臣裁判官は「事故との関連は乏しく、量刑に及ぼす影響は極めて限定的」であるという理由で、罰金25万円（求刑懲役1年）の処分を言い渡した。なお、この判決はこの事件に関連する裁判で起訴された3人に出された判決の中では、最初のものである。また、この裁判においては弁護側は執行猶予付き有罪判決にするよう求めていた。
2012年11月16日、軽乗用車に同乗し道交法違反（無免許運転）ほう助に問われた元男子大学生の判決が京都地裁であった。小倉哲浩裁判長は求刑懲役6か月に対し、懲役6か月執行猶予3年を言い渡した。
2012年12月20日、運転手の少年に対して懲役5～10年の不定期刑を求めた。2013年2月19日、京都地裁の市川太志裁判長は懲役5年以上8年以下の不定期刑を言い渡した。
加害少年の量刑が不当である（軽い）と遺族が控訴を求めたため京都地検は2月28日に控訴。一方で、少年側も量刑が不当である（重い）と判決を不服とし、翌日の3月1日に控訴した。
2013年9月30日、大阪高等裁判所は一審判決を破棄し、懲役5年以上9年以下の不定期刑を言い渡し、検察・弁護側双方が上告しなかったため、この判決が確定した。

## 事故に関する諸問題

### 被害者個人情報の不適切対応
4月25日、亀岡警察署の担当者が容疑者の少年の父親に被害者の住所や電話番号を被害者の同意を得ずまた上司に相談しないまま教えていたことが判明した。被害者の夫と父親の抗議を受け、後に署長が謝罪した。この事態を受け、京都地検は初動調査や被害者とその家族への対応などを主導する異例の方針を決定した。日本弁護士連合会は27日、「被害者に深刻な二次被害を与える可能性があり、極めて遺憾だ」とコメントした。また、安詳小学校の教頭も被害者の個人情報を承諾なしに教えていたとして謝罪した。なお、この件で地方公務員法（守秘義務）違反容疑で書類送検された、亀岡署の警察官2名（うち一人は後にこの件に関係して依願退職済み）及び小学校の教頭を、京都地検は「社会的制裁を受けるなど諸般の事情を総合的に考慮し、判断しました」として、起訴猶予処分とした。

### 犠牲者遺族への中傷
百科事典を模した掲示板サイトに、この事故の犠牲者の遺族を中傷する書き込みが為されるようになり、2013年7月に遺族の1人が、全ての書き込みに対し京都府警に告訴。府警南丹署が、このうちの「（事故で亡くなった女性の遺族は）暴力団関係者」との書き込みを行った福島県内の高校1年生について、名誉毀損容疑で書類送検していたことが明らかになった。

## 事故後の対応

### 通学路の整備
小学校は事故発生を受けて事故現場を迂回する通学路に変更した。亀岡市は事故現場周辺の道路で、歩行者の通行部分を塗装で色分けする工事を開始した。事故現場の府道については5月28日、6月中をめどに制限速度を時速40キロから時速30キロに引き下げることを決定した。また、亀岡市は5月29日開会の市議会で通学路のガードレール設置など交通安全対策費1500万円を盛り込んだ2012年度一般会計補正予算案を提案した。

### 京都市会の対応
京都市会は5月28日、危険運転致死傷罪の成立要件に無免許運転を盛り込むよう求める法改正の意見書を可決した。

### 国の対応
文部科学省の平野博文前大臣ほか参議院議員2名は、2012年11月22日に勝見彰亀岡市副市長らと亀岡市役所で意見交換し、事故後の通学路整備実施状況の説明や京都縦貫自動車道無料化などの要望を受けた。

### 民事訴訟
遺族らが、運転手（少年）と同居する父親・自動車の所有者・自動車の同乗者らに対する民事賠償を求め、全員の連帯責任が認められた（京都地判2016年3月18日自保ジ1977号1頁）。

## 人々の反応
この事件の判決（懲役5年 - 8年）に対しては、様々な方面から意見が出ている。ここでは、メディアなどで報道された人々の声や新聞の社説などを記述する。
地元紙である京都新聞は2013年2月20日の朝刊の社説で、まず「事故の悲惨さとのギャップがあまりに大きい。そう感じざるを得ない判決だ。」と始めた上で現行法においては厳しい判決であるのだとしても、遺族が納得できないのが当たり前であり、市民感覚からも大きく離れた判決であるとして非難している。
この事件をきっかけの一つとして、自動車の運転により人を死傷させる行為等の処罰に関する法律（自動車運転死傷行為処罰法）が制定され、無免許運転による罪の加重が明文化されることとなった。自動車運転死傷行為処罰法では、自動車の無免許運転による死傷は6か月以上20年以下の有期懲役と加重されている。